# Vaccinium sikkimense
Vaccinium sikkimense är en ljungväxtart som beskrevs av Charles Baron Clarke. Vaccinium sikkimense ingår i Blåbärssläktet, och familjen ljungväxter. Inga underarter finns listade i Catalogue of Life.